# Velkovrh
Velkovrh je priimek več znanih Slovencev:
- Ciril Velkovrh (1935—2017), matematik, knjižničar, urednik, planinec, fotograf naravoslovne in kulturne dediščine
- France Velkovrh (1934—2009), biolog, malakolog, jamar/speleolog in numizmatik
- Marko Velkovrh, kolesar
- Tomaž Velkovrh, gradbenik (IMK)
- Vesna Velkovrh Bukilica (*1961), prevajalka (umetnostna zgod.)